# Ferdinand Baduel
Pour les articles homonymes, voir Baduel.
Ferdinand Baduel, né le 8 juin 1859 à Valuejols (Cantal) et mort le 3 février 1922 à Verneuil (Nièvre),  est un homme politique français.

## Biographie
Pharmacien à Murat, il est conseiller municipal de Murat de 1896 à 1913, puis maire et conseiller général de Condat, en remplacement de son frère, Alexis Baduel, de 1913 à 1919. Il est député du Cantal de 1906 à 1919, siégeant sur les bancs radicaux.

## Sources
- « Ferdinand Baduel », dans le Dictionnaire des parlementaires français (1889-1940), sous la direction de Jean Jolly, PUF, 1960 [détail de l’édition]